# Roberto Speciale
Roberto Speciale (ur. 3 sierpnia 1943 w Chiavari) – włoski polityk i samorządowiec, poseł do Parlamentu Europejskiego III i IV kadencji.

## Życiorys
Po ukończeniu szkoły średniej studiował prawo. Był działaczem Włoskiej Partii Komunistycznej, a po kolejnych przemianach partyjnych w latach 90. działał w Demokratycznej Partii Lewicy i Demokratach Lewicy. Zasiadał w radzie miejskiej Genui (1981–1985) oraz w radzie regionalnej Ligurii (1985–1989).
W latach 1989–1999 sprawował mandat eurodeputowanego III kadencji z ramienia PCI i IV kadencji z ramienia PDS. Od 1994 do 1997 był przewodniczącym Komisji ds. Polityki Regionalnej. Założył i został przewodniczącym stowarzyszenia Centro in Europa działającego w Genui.